# Brouwerij Van den Bussche

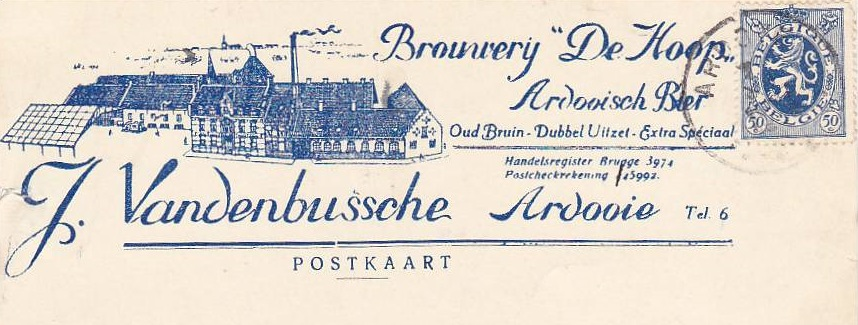

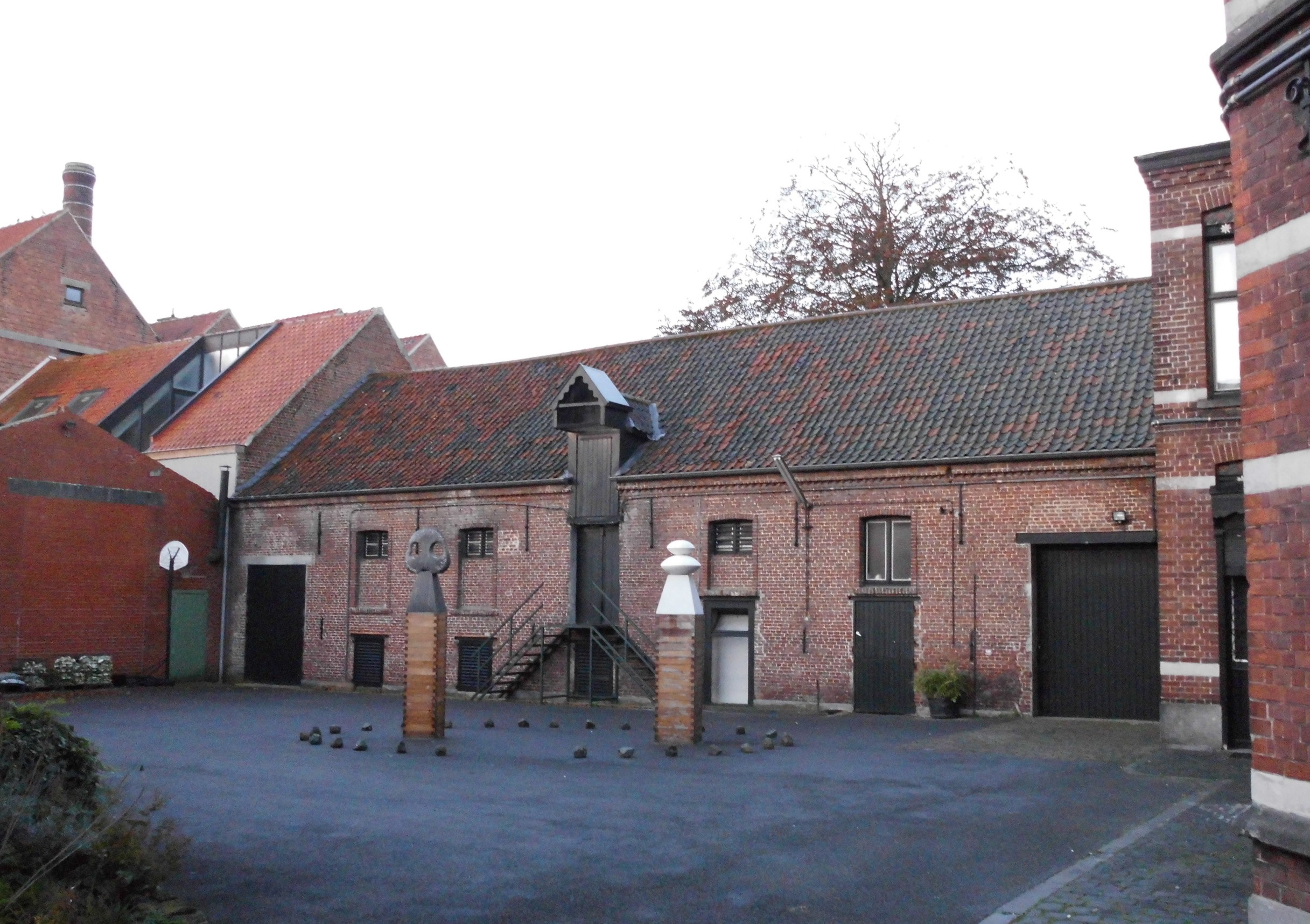
Het oudste gedeelte werd gerestaureerd.

Brouwerij Van den Bussche ook bekend als Brouwerij De Hoop was een bierbrouwerij gelegen aan het Marktplein in de Belgische gemeente Ardooie.
De brouwactiviteit van de familie Van den Bussche startte in 1813 toen Isabelle Van den Bussche huwde met Germanus de la Rue, de eigenaar van Brouwerij De Hoop op dezelfde locatie. Na zijn vroegtijdige dood kwam de brouwerij eerst op huurbasis en nadien definitief in handen van de familie Van den Bussche. Daarna volgden er door de jaren en generaties heen een expansie van productie en gebouwen. De laatste uitbreidingen dateren van het eind van de jaren 50. Bedrijfsgebouwen op de markt zelf - rechts van de eigenaarswoning - werden na de Tweede Wereldoorlog vervangen door woningen. In het midden van de 20e eeuw telde Brouwerij Van den Bussche 15 medewerkers.
Het volledige domein reikt thans tot aan de achterliggende Onze-Lieve-Vrouwstraat en het Polenplein. Rond 1880 werd in de eerst genoemde straat een kapel opgericht als dank voor de genezing van een familielid. De statige woning (1889) in eclectische stijl siert nog steeds het marktplein.
De brouwers waren bovendien nauw betrokken bij het bestuur van de West-Vlaamse gemeente. Victor Van den Bussche was burgemeester van 1854 tot 1887, nadien opgevolgd - tot 1922 - door zijn zoon Cyriel.

## Einde
Men bleef er bier produceren tot 1976, om tot 2000 verder te doen als bierhandel. Een gedeelte van de gebouwen kreeg vanaf 1997 een andere bedrijfsbestemming en nog later werden die omgevormd tot lofts. De oude mouterij en ast werden in 2003 gerestaureerd en worden thans gebruikt als atelier en tentoonstellingsruimte van een kunstenaar.
De binnenkoer van de brouwerij en de landschapstuin met vijver zijn beschermd als dorpsgezicht.

## Bieren
- Ardos, bruin bier van hoge gisting
- Oud Bruin
- Super Special
- Export
- Blond Tafelbier
- Faro